# Oberea isigakiana
Oberea isigakiana är en skalbaggsart som beskrevs av Masaki Matsushita 1941. Oberea isigakiana ingår i släktet Oberea och familjen långhorningar. Inga underarter finns listade i Catalogue of Life.